# 앤드류 칼데콧

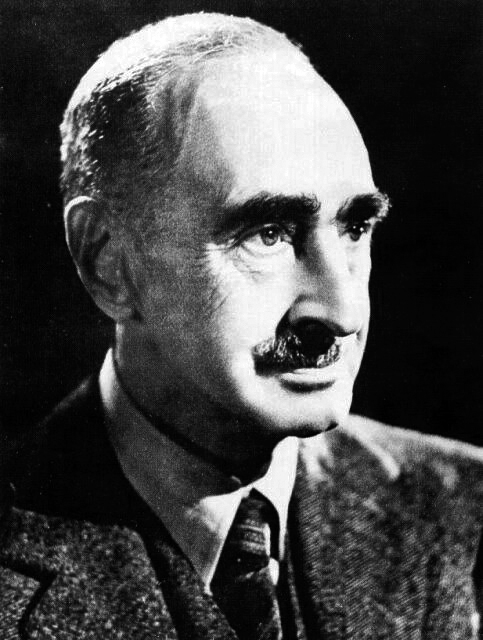
앤드류 칼데콧

앤드류 칼데콧 경(Sir Andrew Caldecott, 1884년 10월 26일~1951년 7월 14일)은 영국의 식민지 관료다.

## 홍콩 총독
칼데콧은 1935년 홍콩 총독에 취임했다. 취임식에서 그는 여느 총독들과는 다르게 사복을 입었는데 이러한 일은 1992년 마지막 홍콩 총독 크리스 패튼 취임식까지 없었다.
칼데콧 총독 재임 동안 홍콩 대학교 부속 퀸 메리 병원이 개원했다. 칼데콧 총독은 중국인 공무원들의 승진을 발표했으나 1984년 중영공동선언이 체결될 때까지 실현되지 못했다.
홍콩 총독으로 취임하고 얼마 지나지 않아 실론 총독으로 임명됨에 따라 칼데콧은 최단임 홍콩 총독이 됐다. 칼데콧을 지지하는 이들이 칼데콧의 실론 총독 임명을 반대하는 청원서를 외무장관에게 보내기도 했다.

## 실론 총독
1937년 10월 16일부터 1944년 9월 19일까지 실론 총독에 재임했다.
| 전임 윌리엄 필 | 제19대 홍콩의 총독 1935년 12월 12일~1937년 4월 16일 | 후임 제프리 노스코트 |